# Diegten

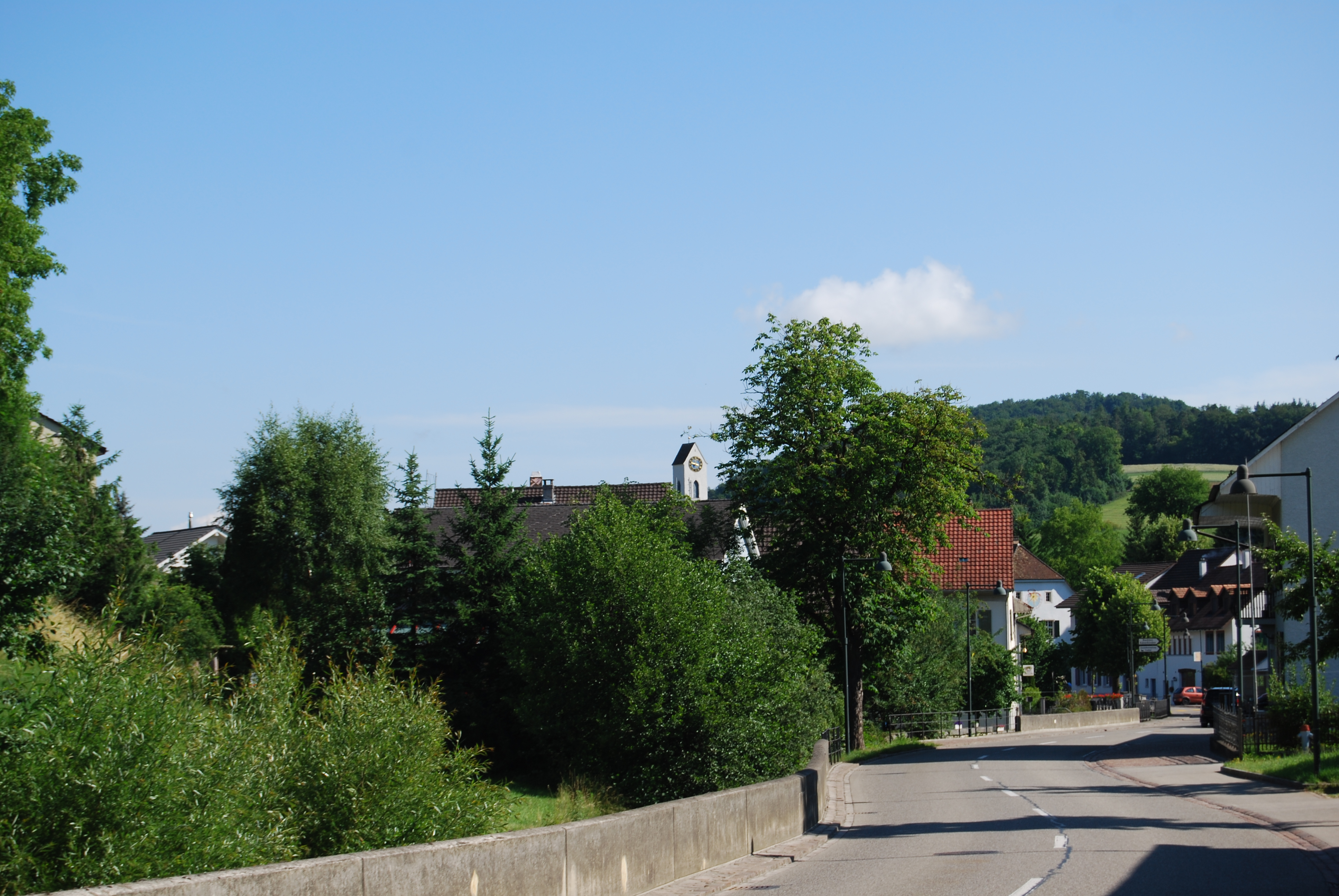
Diegten

Diegten is een gemeente en plaats in het Zwitserse kanton Basel-Landschaft, en maakt deel uit van het district Waldenburg.
Diegten telt 1.607 inwoners.